# (5059) Saroma
(5059) Saroma est un astéroïde de la ceinture principale.

## Description
(5059) Saroma est un astéroïde de la ceinture principale. Il fut découvert le 11 janvier 1988 à Kitami par Kin Endate et Kazuro Watanabe. Il présente une orbite caractérisée par un demi-grand axe de 2,59 UA, une excentricité de 0,13 et une inclinaison de 12,6° par rapport à l'écliptique.

## Compléments